# لوتوتوو
لوتوتوو (به لاتین: Lututów) یک روستا در لهستان است که در گمینا لوتوتوو واقع شده‌است. لوتوتوو ۱٬۴۳۲ نفر جمعیت دارد.